# United Soccer League (lega)

Logo della lega

La United Soccer League (USL), precedentemente nota come United Soccer Leagues, è una lega calcistica nordamericana, affiliata alla U.S. Soccer Federation. Organizza sotto la propria giurisdizione diversi campionati:
- USL Championship, il secondo livello del calcio professionistico statunitense;
- USL League One, il terzo livello del calcio professionistico statunitense;
- USL League Two, il massimo torneo dilettantistico del Paese;
- Coppa USL, un torneo aperto a tutti club professionistici affiliati alla USL;
- USL Super-20, campionato giovanile per squadre under-21;
- USL Super Y-League, campionato giovanile affiliato alla United States Adult Soccer Association (USASA);
- USL Super League, il primo livello del calcio professionistico femminile statunitense;
- USL W League, il massimo torneo dilettantistico femminile del Paese.

Il regolamento di lega prevede che ogni squadra abbia una rosa di non più di 26 giocatori e non più di 18 possano essere convocati per una singola partita. A ogni club è permesso l'ingaggio di non più di 7 giocatori provenienti da federazione diversa da quella canadese o statunitense. Inoltre, nella USL League Two, dei 26 giocatori della rosa almeno 3 devono essere under-19 e non più di 8 possono essere over-23.
In tutti i suoi campionati l'USL adotta il sistema di punteggio internazionale, ovvero tre punti per la vittoria e uno per il pareggio. A differenza del regolamento adottato dalla FIFA sono però consentite cinque sostituzioni ad incontro.

## Storia

Vecchio logo della lega

Quella che oggi è nota come United Soccer League vide la luce nel 1986 come Southwest Indoor Soccer League (SISL), nel 1989 la lega mantenne l'acronimo, ma il nome divenne Southwest Independent Soccer League, avendo iniziato a gestire anche l'attività calcistica all'aperto. Nel 1990, l'acronimo SISL passò a significare Sunbelt Independent Soccer League, visto che le squadre a essa associate venivano quasi tutte dagli Stati Uniti meridionali. Dal 1992 la lega cambiò nuovamente nome e acronimo, divenendo United States Interregional Soccer League (USISL). Dopo l'unione con altre leghe minori e dilettantistiche, nel 1995 divenne United States International Soccer League per modificarsi ulteriormente in United Systems of Independent Soccer Leagues, sempre mantenendo lo stesso acronimo.
Fu sotto questa denominazione che, visto il crescente successo della lega, vennero creati due diversi campionati: il primo a carattere semiprofessionistico, denominato Professional League, il secondo dilettantistico e chiamato Premier League. L'anno successivo, nel 1996, venne aggiunto in cima un altro livello con la Select League. Anno cruciale nella storia della lega fu il 1997, quando la neonata Select League si fuse con la A-League, un campionato organizzato da un'altra lega, l'APSL. La nuova A-League a guida USISL venne riconosciuta dalla federazione come il campionato di secondo livello dietro la MLS. Allo stesso modo la Professional League cambiò nome in D-3 Pro League grazie al riconoscimento federale di campionato di terzo livello. Nel 1999 la lega assunse il suo nome attuale (USL), così come la dilettantistica Premier League assunse la denominazione di Premier Development League (PDL).
Una nuova modifica si ebbe nel 2005, quando A-League e D-3 Pro League furono ribattezzate rispettivamente USL First Division e USL Second Division.
Dopo più di un decennio dal suo avvio del 1997, tale assetto della piramide calcistica venne sconvolto dalla scissione che portò alla nascita della nuova NASL. Dopo una stagione provvisoria, a partire dal 2011 la lega optò per la fusione dei due precedenti tornei professionistici in un nuovo torneo denominato USL Professional Division.
Dalla stagione 2013 è stato siglato con la MLS un accordo grazie al quale un club di massima serie può scegliere di affiliarsi a un club della USL Pro, così da scambiare liberamente i propri giocatori e fare giocare giovani o riserve con costanza.
Dal 1995 al 2015 la USL è stata attiva anche nel calcio femminile, sotto la sua giurisdizione era infatti organizzata la USL W-League, che per alcuni anni è stato il massimo campionato femminile per Stati Uniti e Canada. La lega organizzava anche il campionato femminile per squadre under-21, la USL W-20.
La USL ha compiuto per il 2019 un'ulteriore riorganizzazione complessiva della propria struttura, con la creazione di un nuovo campionato di terzo livello. L'intera struttura non esclude la futura realizzazione di un sistema di promozioni e retrocessioni tra i campionati, che sono stati tutti rinominati: la USL è diventata USL Championship, la nuova terza divisione è la USL League One, e l'USL PDL la USL League Two, sul modello delle serie minori inglesi.
Dopo aver ricreato nel 2022 la precedentemente defunta USL W League, nel 2024 la USL ha creato un nuovo campionato di calcio femminile di prima divisione, la USL Super League. Completamente professionistico, il torneo si è posto così allo stesso livello della NWSL.
Il 13 febbraio 2025 la USL ha annunciato di voler lanciare un nuovo campionato che occupi il primo livello del calcio professionistico statunitense, parallelo alla MLS, a partire dalla stagione 2027. Il 19 marzo seguente, dopo diversi anni di discussioni interne e dichiarazioni di intenti, la lega ha annunciato che i proprietari dei club hanno approvato la proposta per implementare, dopo il lancio della nuova prima divisione, un sistema di promozioni e retrocessioni tra tutti i campionati professionistici organizzati dalla USL.